# Плоскіня
Плоскіня (пол. Płoskinia, нім. Plaßwich) — село в Польщі, у гміні Плоскіня Браневського повіту Вармінсько-Мазурського воєводства.
Населення — 430 осіб (2011).
У 1975-1998 роках село належало до Ельблонзького воєводства.

## Демографія
Демографічна структура станом на 31 березня 2011 року:
|          | Загалом | Допрацездатний вік | Працездатний вік | Постпрацездатний вік |
| -------- | ------- | ------------------ | ---------------- | -------------------- |
| Чоловіки | 207     | 48                 | 145              | 14                   |
| Жінки    | 223     | 55                 | 131              | 37                   |
| Разом    | 430     | 103                | 276              | 51                   |